# Близькі контакти
Близькі контакти (англ. Proximity) — американський науково-фантастичний фільм 2020 року, знятий режисером Еріком Демезі з Раяном Массоном, Гайді Куан і Крістіаном Прентісом у головних ролях. Фільм вийшов у світ 15 травня 2020 року та отримав неоднозначні відгуки критиків.

## Сюжет
У 1979 році Карла, лісоруба, який працює на Алясці, викрадають прибульці. У наш час комп'ютерний інженер на ім'я Айзек починає відеощоденник. Після походу в ліс він стикається з летючою тарілкою та прибульцем. Через три дні він прокидається біля води. Він виявляє, що у нього галюцинації. Він відвідує лікаря і виявляє, що його кістка зламана точним розрізом. Він знімає викрадення на камеру та завантажує в Інтернет, і це стає вірусним. Новини, ЗМІ та уряд ставлять під сумнів розповідь Айзека. Він знаходить в Інтернеті публікацію дівчини його віку на ім'я Сара, яка містить схожу історію. Обидвоє зустрічаються в місцевій закусочній.
Айзека просять пройти тест на детекторі брехні, щоб підтвердити викрадення, і він проходить його, після чого його затримують люди в чорному, якими керує агент Грейвс. Уряд виявляє, що Сара та Айзек мають у руках інопланетні трекери, але Айзек відмовляється співпрацювати з урядовою організацією. Він тікає разом із Сарою і їх переслідують андроїди. Виявляється, що їх утримували у таємній в'язниці в Коста-Риці. Там вони знаходять хакера на ім'я Зед, який допомагає їм і зізнається, що знає про агентство ООН, яке стоїть за викраденням. Зед допомагає їм знайти Карла і вони спілкуються з ним у відеочаті. Група дізнається, що прибульці прибудуть до Британської Колумбії через п'ять днів.
Зед, Сара та Айзек їдуть до Британської Колумбії та знаходять Карла, який живе в хатині. Карл відключає трекери ООН, дозволяючи їм залишатися з ним протягом наступних двох днів. Через два дні інопланетяни прибувають і пояснюють, що вони вивчають людей, вважаючи, що Ісус Христос важливий для створення Всесвіту. Вони видаляють трекер Сари, коли люди в чорному оточують хатинку. Агент Грейвз вимагає від Карла відповіді про смерть свого батька. Карл каже, що вже сказав усе і більше нічого не знає, і в нього стріляють з лазерної зброї. Сара виходить із хатинки і в неї також стріляють. Інопланетяни видаляють трекер Айзека, і він вивільняє телекінетичні та хронокінетичні здібності, які він використовує, щоб втекти, врятувавши Зеда та доставивши Сару та Карла в безпечне місце, коли хатинку зруйновано. Інопланетяни рятують Сару і Карла, і група втікає на летючій тарілці.
Через шість місяців Айзек і Сара живуть нормальним життям у Коста-Риці. Зед і Карл ведуть нову наукову програму, а агента Грейвса звільнили.

## У ролях
| Актор            | Роль   |
| ---------------- | ------ |
| Раян Массон      | Айзек  |
| Гайді Куан       | Сара   |
| Крістіан Прентіс | Зед    |
| Шоу Джонс        | Грейвс |
| Дон Скрібнер     | Карл   |